# Doris Keane
Doris Keane (12 de diciembre de 1881 – 25 de noviembre de 1945) fue una actriz estadounidense.

## Biografía
Nacida en St. Joseph, Míchigan (Estados Unidos), fue educada principalmente en Europa.
Su primera actuación profesional tuvo lugar en la obra Whitewashing Julia en 1903. Era un pequeño papel, pero al mismo siguieron primeros personajes en The Happy Marriage en 1909 y The Lights o' London en 1911.
En 1913 fue Margherita Cavallini en la obra de Edward Sheldon Romance. El primer papel masculino en esta obra estaba interpretado por William Courtenay, aunque Sheldon se lo había ofrecido originariamente a su amigo John Barrymore. Sin embargo Barrymore declinó la oferta, pues estaba interesado en interpretar comedias. 
Se dijo que Sheldon se había enamorado de la actriz y que la añoró durante toda la vida. Keane interpretó el mismo papel en los Estados Unidos y en Europa a lo largo de cinco años, además de en algunas reposiciones en la década de. En 1920 rodó la versión cinematográfica muda de Romance, producida por United Artists, junto a Norman Trevor. Otra pieza en la que trabajó fue Czarina en 1922, interpretando a Catalina la Grande, siendo la obra revisada especialmente para ella por Sheldon.
En 1918 se casó con el actor Basil Sydney, mucho más joven que ella, y del cual se divorció en 1925. Tuvo una hija, Ronda, nacida tras una relación previa a su matrimonio con Basil Sydney. 
Doris Keane falleció en Nueva York en 1945, y sus restos fueron incinerados.